# 정독도서관
정독도서관(正讀圖書館)은 1977년 1월 4일 개관한 서울시립도서관이다.
서울특별시 종로구 북촌로5길 48 (화동 2)에 위치했던 경기고등학교 건물을 1977년 1월 4일 인수해 개관하였으며, 52만여 권의 장서와 1,200여 종의 연속간행물, 15,500여 점의 시청각자료를 보유하고 있다. 관내에는 구 경기고등학교의 역사를 간략히 소개한 게시판이 설치되어 있다.
휴관일은 매월 1,3째 수요일과 일요일을 제외한 법정공휴일, 그리고 도서관이 정하는 임시 휴관일이다.

## 도서관 부지

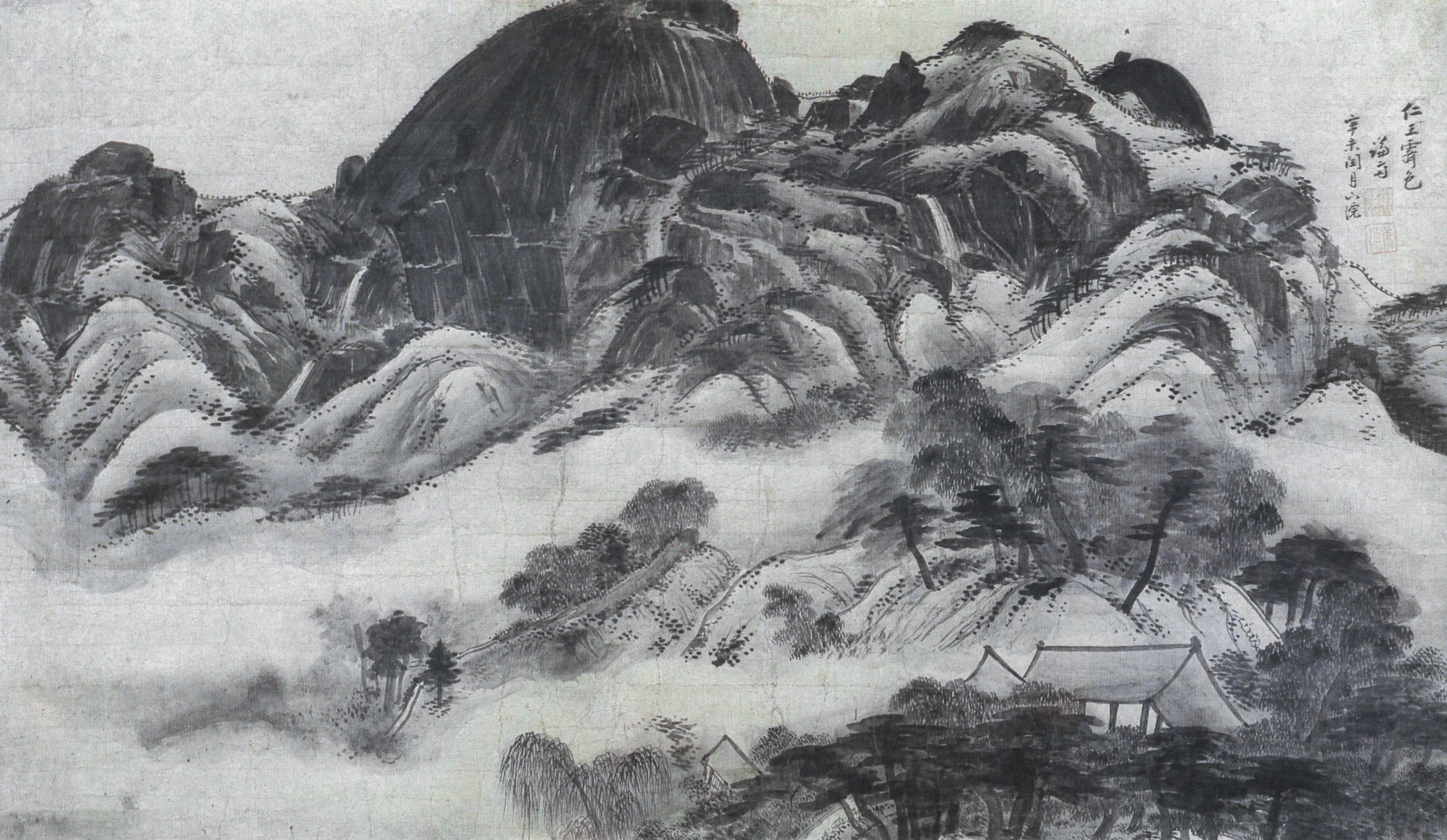
정선필 인왕제색도

정독도서관은 안국동 율곡로3길(옛 감고당길)을 따라 북쪽으로 올라가면 사거리 오른쪽 언덕에 있다. 조선 시대에는 이 고개 주변에 붉은 흙이 많아 고개 이름을 홍현(紅峴)이라 불렀으며 궁중의 화초를 키우던 장원서가 있었다고 전한다. 겸재 정선이 인왕제색도를 그리기 위해 인왕산을 바라봤던 자리가 바로 정독도서관의 정원이다. 근대 조선 개화파였던 김옥균, 서재필, 박제순의 집터이기도 하였다. 1900년부터 1976년까지는 경기고등학교가 위치하던 자리였다.
정문으로 들어간 뒤 오른쪽으로 걸어 들어가면 종친부의 경근당과 옥첩당 건물이 있었다. 원래 소격동 165번지 구 기무사 부지 내에 있던 것을 1981년에 현 위치로 옮겼다가, 2013년 국립현대미술관 서울관 개관과 함께 원 위치로 이전하였다.
도서관의 본관 입구 서쪽에는 물레방아가 돌아가는 연못을 조성하였으며, 연못 주변에는 초정이 있다. 계절마다 변화하는 꽃과 나무 등 경관이 아름다워 북촌 일대의 관광객이 오기도 한다. 봄에는 내부 도로를 따라 심어진 벚나무가 꽃을 피운다. 관내에는 정독도서관 부설 서울교육박물관이 있다.

## 건물
정독도서관의 건물은 경기고등학교 건물을 이용한 것으로, 1938년 스팀난방방식을 도입한 최고급 철근콘크리트 구조의 학교 건물로 건립되었다. 한국 전쟁 때 미군 통신부대에서 사용하였으며, 1956년 고등학교로 반환되었고, 1975년 고등학교가 강남구 삼성동으로 이전한 뒤 1977년 이후 현재까지 도서관으로 사용되고 있다. 건축 당시 스팀난방시설을 갖춘 최신식 학교건축으로서, 보존 가치가 뛰어나다고 판단되어 건물 중 오래된 4개 동(사료관동, 도서관 1·2동, 휴게실동)이 국가등록문화재 제2호로 지정되었다.